# (37693) 1995 VQ1
1995 في كيو 1 (ويعرف أيضًا باسم (37693) 1995 في كيو 1 وفق تسمية الكوكب الصغير) (بالإنجليزية: 1995 VQ1)‏ هو كويكب ضمن حزام الكويكبات؛ وترتيبه 37693 من حيث الاكتشاف.
اكتُشف هذا الجُرم الفلكي بواسطة Kin Endate ‏ في 15 نوفمبر 1995.

## وصلات خارجية
- (37693) 1995 VQ1 في قاعدة بيانات مختبر الدفع النفاث لأجرام النظام الشمسي الصغيرة

- الاكتشاف · مخطط المدار ·  العناصر المدارية · المعلمات المادية

- (37693) 1995 VQ1 على موقع ويكي سكاي: DSS2, SDSS, GALEX, IRAS, Hydrogen α, X-Ray, Astrophoto, Sky Map, Articles and images